# Nekrolog 4. Quartal 1992
Nekrolog
◄◄
| ◄
| 1988
| 1989
| 1990
| 1991
| 1992 | 1993 | 1994 | 1995 | 1996 | ► | ►►
1. Quartal |
2. Quartal |
3. Quartal |
4. Quartal 1992
Weitere Ereignisse | Allgemeiner Nekrolog 1992
Die Beschreibung der verstorbenen Person sollte so kurz wie möglich gehalten sein und nur deren signifikante Tätigkeit(en) enthalten.
Neue Namen ggf. auch unter dem Geburts- und Sterbedatum, also etwa unter 1. Januar und im Geburts- und Sterbejahr (2024) eintragen (nur bei entsprechender großer Wichtigkeit). Für Beispiele siehe die schon vorhandenen Artikel.
Außerdem über die fünf zuletzt Verstorbenen, zu denen es einen ausreichend guten Artikel für eine Präsentation auf der Hauptseite gibt, nach der todesbedingten Überarbeitung der Artikel ggf. auch unter Wikipedia Diskussion:Hauptseite informieren und sie am besten auch in den anderen Wikipedia-Sprachversionen eintragen. Tipp: Regelmäßig bei news.google.de nach „ist tot“, „gestorben“ oder „verstorben“ suchen.
Wenn eine Person gestorben ist, gibt es viele Seiten zu dieser Person in der Wikipedia, die davon auch betroffen sind und entsprechend aktualisiert werden müssen. Beispiele: Namenübersichtsseite, Geburtsjahr, Geburtsort-Seiten und viele mehr.
Wie finde ich die betroffenen Seiten?
Im Suchfeld auf der linken Seite gibt man den Suchbegriff so ein: „Vorname Nachname“. Dann klickt man auf Volltext und alle Seiten mit entsprechendem Suchtext werden aufgerufen. Hier sieht man dann schnell, wo auch das Todesjahr Sinn macht oder sogar ein Teil des Artikels angepasst werden muss. Auch hilft das „Werkzeug“ auf der linken Seite sehr gut, um solche Seiten aufzufinden: „Links auf diese Seite“. Somit ist die Wikipedia wieder aktuell in allen Bereichen! Hinweis: bei Eintragung der Kategorie „Gestorben JAHR“ wird der Missbrauchsfilter 49 ausgelöst, was jedoch nicht schlimm ist. Siehe: Spezial:Missbrauchsfilter/49
Dies ist eine Liste von im vierten Quartal 1992 verstorbenen bekannten Persönlichkeiten. Die Einträge erfolgen innerhalb der einzelnen Daten alphabetisch sortiert. Tiere sind im Nekrolog für Tiere zu finden.

## Oktober
| Tag         | Name                                       | Beruf, bekannt als                                                                                             | Alter | Beleg |
| ----------- | ------------------------------------------ | --- | ----- | ----- |
| 1. Oktober  | Ioannis Despotopoulos                      | griechischer Architekt und Städtebauer                                                                         | 89    |       |
| 1. Oktober  | Walter Dürig                               | deutscher katholischer Theologe und Liturgiewissenschaftler                                                    | 79    |       |
| 1. Oktober  | Jewgenija Gutnowa                          | sowjetische bzw. russische Mediävistin und Hochschullehrerin                                                   | 78    |       |
| 2. Oktober  | Paul Ludwig                                | deutscher Kommunist, Widerstandskämpfer und Generalmajor der Volkspolizei                                      | 81    |       |
| 3. Oktober  | John Carisi                                | US-amerikanischer Jazzmusiker und Komponist                                                                    | 70    |       |
| 3. Oktober  | John William Davis                         | US-amerikanischer Politiker                                                                                    | 76    |       |
| 3. Oktober  | Lili Heglund                               | dänische Schauspielerin                                                                                        | 88    |       |
| 3. Oktober  | Beatrice Massman                           | US-amerikanische Badmintonspielerin                                                                            | 80    |       |
| 3. Oktober  | Marek Petrusewicz                          | polnischer Brustschwimmer und Weltrekordhalter                                                                 | 58    |       |
| 3. Oktober  | Ernest H. Volwiler                         | US-amerikanischer Pharmakologe                                                                                 | 99    |       |
| 3. Oktober  | Ken Wilmshurst                             | britischer Weit- und Dreispringer                                                                              | 61    |       |
| 4. Oktober  | Zoltán Bay                                 | ungarischer Physiker                                                                                           | 92    |       |
| 4. Oktober  | Gerrit Herlyn                              | deutscher reformierter Pastor und plattdeutscher Autor                                                         | 83    |       |
| 4. Oktober  | Denis Hulme                                | neuseeländischer Autorennfahrer                                                                                | 56    |       |
| 4. Oktober  | Peter Klein                                | deutsch-österreichischer Tenor und Musikpädagoge                                                               | 85    |       |
| 4. Oktober  | Fredericka Martin                          | US-amerikanische Krankenschwester, Schriftstellerin und Fotografin                                             | 87    |       |
| 5. Oktober  | Cornelis Berkhouwer                        | niederländischer Politiker (VVD), MdEP, Präsident des Europäischen Parlaments                                  | 73    |       |
| 05. Oktober | Gösta Carlsson                             | schwedischer Radrennfahrer                                                                                     | 86    |       |
| 5. Oktober  | Arno Görke                                 | deutscher Hörspielsprecher, Bühnen- und Fernsehschauspieler und Komödiant                                      | 68    |       |
| 5. Oktober  | Eddie Kendricks                            | US-amerikanischer Soulsänger                                                                                   | 52    |       |
| 5. Oktober  | Apasaheb Balasaheb Pant                    | indischer Diplomat                                                                                             | 80    |       |
| 6. Oktober  | Elisabeth Alföldi-Rosenbaum                | deutsche Klassische Archäologin                                                                                | 81    |       |
| 6. Oktober  | Denholm Elliott                            | britischer Schauspieler                                                                                        | 70    |       |
| 6. Oktober  | Karl Gadow                                 | deutscher Politiker (SPD/SED) und Diplomat                                                                     | 78    |       |
| 6. Oktober  | Johnie Lewis                               | US-amerikanischer Bluesmusiker                                                                                 | 83    |       |
| 6. Oktober  | Natalie Moorhead                           | US-amerikanische Schauspielerin                                                                                | 94    |       |
| 6. Oktober  | Margit Symo                                | österreichische Schauspielerin und Tänzerin                                                                    | 79    |       |
| 6. Oktober  | Elisabeth Treskow                          | deutsche Goldschmiedin                                                                                         | 94    |       |
| 6. Oktober  | Gertrud Wasserzug                          | deutsche evangelikale Theologin und Gründerin Bibelschule Beatenberg                                           | 98    |       |
| 6. Oktober  | Werner Wichtig                             | deutscher Popsänger                                                                                            | 30    |       |
| 7. Oktober  | Fritz Baumann                              | Schweizer Jurist und Politiker                                                                                 | 98    |       |
| 7. Oktober  | Ed Blackwell                               | US-amerikanischer Jazz-Schlagzeuger                                                                            | 62    |       |
| 7. Oktober  | Allan Bloom                                | US-amerikanischer Philosoph und Professor                                                                      | 62    |       |
| 7. Oktober  | Martin Eichler                             | deutscher Mathematiker                                                                                         | 80    |       |
| 7. Oktober  | Tevfik Esenç                               | letzter Sprecher der ubychischen Sprache                                                                       |       |       |
| 8. Oktober  | Jörg Balack                                | deutscher Politiker                                                                                            | 51    |       |
| 8. Oktober  | Robert Berdella                            | US-amerikanischer Serienmörder                                                                                 | 43    |       |
| 8. Oktober  | Willy Brandt                               | deutscher Politiker (SPD), MdA, MdB, 1969–1974 Bundeskanzler der BRD, MdEP                                     | 78    |       |
| 8. Oktober  | Jane Ewart-Biggs, Baroness Ewart-Biggs     | britische Politikerin (Labour Party)                                                                           | 63    |       |
| 8. Oktober  | Heinz Jenni                                | Schweizer Eishockeyspieler                                                                                     | 41    |       |
| 8. Oktober  | Lisa Korspeter                             | deutsche Politikerin (SPD), MdB                                                                                | 92    |       |
| 8. Oktober  | Graziano Mancinelli                        | italienischer Springreiter                                                                                     | 55    |       |
| 8. Oktober  | Lili Werner-Rizzolli                       | österreichische Operettensängerin und Schauspielerin                                                           | 84    |       |
| 9. Oktober  | Veselin Beševliev                          | bulgarischer Klassischer Philologe                                                                             | 92    |       |
| 9. Oktober  | Anja Elkoff                                | deutsche Sängerin und Schauspielerin                                                                           | 78    |       |
| 9. Oktober  | Svend Horn                                 | dänischer Politiker (Socialdemokraterne)                                                                       | 86    |       |
| 9. Oktober  | Ben Maddow                                 | US-amerikanischer Drehbuchautor                                                                                | 83    |       |
| 9. Oktober  | Gerhard Piekarski                          | deutscher Mediziner und Parasitologe                                                                           | 82    |       |
| 9. Oktober  | Harjinder Singh Jinda                      | indischer Mörder, Mitglied der militanten Sikh-Gruppe Khalistan Commando Force, Mörder von General Arun Vaidya |       |       |
| 9. Oktober  | Sukhdev Singh Sukha                        | indischer Mörder, Mitglied der militanten Sikh-Gruppe Khalistan Commando Force, Mörder von General Arun Vaidya |       |       |
| 9. Oktober  | Per Olof Sundman                           | schwedischer Schriftsteller und Politiker, Mitglied des Riksdag                                                | 70    |       |
| 10. Oktober | Juliette Milette                           | kanadische Organistin, Musikpädagogin und Komponistin                                                          | 92    |       |
| 11. Oktober | Ignatius Ghattas                           | US-amerikanischer Geistlicher, Bischof in Newton (USA)                                                         | 71    |       |
| 11. Oktober | John Hatch, Baron Hatch of Lusby           | britischer Hochschullehrer und Politiker                                                                       | 74    |       |
| 11. Oktober | Lorenz Loewer                              | deutscher Politiker (NSDAP), MdR, MdL                                                                          | 92    |       |
| 11. Oktober | William Neufeld                            | US-amerikanischer Leichtathlet                                                                                 | 91    |       |
| 11. Oktober | Theo Wolvecamp                             | niederländischer Maler                                                                                         | 67    |       |
| 12. Oktober | John Hancock                               | US-amerikanischer Schauspieler                                                                                 | 51    |       |
| 12. Oktober | Friedrich Nämsch                           | deutscher Lokalpolitiker; Oberbürgermeister von Hildesheim                                                     | 83    |       |
| 12. Oktober | Gerhard Saager                             | deutscher Verwaltungs- und Wirtschaftsjurist                                                                   | 82    |       |
| 12. Oktober | Josef Schnuch                              | deutscher Unternehmer                                                                                          | 86    |       |
| 13. Oktober | Felix Burckhardt                           | Schweizer Jurist und Dichter in Basler Mundart                                                                 | 86    |       |
| 13. Oktober | Jacques Delepaut                           | französischer Fußballspieler und -trainer                                                                      | 66    |       |
| 13. Oktober | Wilhelm Lührs                              | deutscher Archivdirektor                                                                                       | 64    |       |
| 13. Oktober | Edwin Zerbe                                | deutscher Jurist und Politiker (SPD), MdL, MdB                                                                 | 76    |       |
| 14. Oktober | Gino Cavalieri                             | italienischer Schauspieler                                                                                     | 97    |       |
| 14. Oktober | Otto Hoffmann-Ostenhof                     | österreichischer Biochemiker                                                                                   | 77    |       |
| 14. Oktober | Adolf Käch                                 | Schweizer Politiker (FDP)                                                                                      | 88    |       |
| 14. Oktober | Georg Lippert                              | österreichischer Architekt                                                                                     | 84    |       |
| 14. Oktober | Qin Mu                                     | chinesischer Schriftsteller                                                                                    | 73    |       |
| 14. Oktober | Willie Waddell                             | schottischer Fußballspieler, -trainer und -funktionär                                                          | 71    |       |
| 15. Oktober | Christian Borngräber                       | deutscher Architekturhistoriker und Designtheoretiker                                                          | 47    |       |
| 15. Oktober | Oliver Franks, Baron Franks                | britischer Beamter                                                                                             | 87    |       |
| 15. Oktober | Vera Fretter                               | britische Zoologin                                                                                             | 87    |       |
| 15. Oktober | Karla Höcker                               | deutsche Schriftstellerin und Musikerin                                                                        | 91    |       |
| 15. Oktober | Hanno Thurau                               | deutscher Schauspieler                                                                                         | 53    |       |
| 16. Oktober | Shirley Booth                              | US-amerikanische Schauspielerin                                                                                | 94    |       |
| 16. Oktober | Charley Burley                             | US-amerikanischer Boxer                                                                                        | 75    |       |
| 16. Oktober | Anna Hill Johnstone                        | US-amerikanische Kostümdesignerin                                                                              | 79    |       |
| 16. Oktober | Theresa Needham                            | US-amerikanische Clubbetreiberin, Förderin des Chicago-Blues                                                   | 80    |       |
| 16. Oktober | Vladek Sheybal                             | polnischer Schauspieler                                                                                        | 69    |       |
| 16. Oktober | Jakow Abramowitsch Smorodinski             | russischer Physiker                                                                                            | 74    |       |
| 16. Oktober | Edgar Ungeheuer                            | deutscher Chirurg                                                                                              | 72    |       |
| 16. Oktober | Kurt Walter                                | deutscher Astronom und Astrophysiker                                                                           | 87    |       |
| 17. Oktober | Renate Damus                               | deutsche Politikwissenschaftlerin und Politikerin (Grüne)                                                      | 52    |       |
| 17. Oktober | Mary Foley-Berkeley, 17. Baroness Berkeley | britische Politikerin und Peeress                                                                              | 87    |       |
| 17. Oktober | Peter Grotzer                              | Schweizer Literaturwissenschaftler und Übersetzer                                                              | 59    |       |
| 17. Oktober | Gustav Könnecke                            | deutscher Acker- und Pflanzenbauwissenschaftler                                                                | 84    |       |
| 17. Oktober | Konrad Schmidt-Torner                      | deutscher Verwaltungsjurist im Postdienst                                                                      | 85    |       |
| 18. Oktober | Giuseppe Bonfigioli                        | römisch-katholischer Erzbischof                                                                                | 81    |       |
| 18. Oktober | Gerald Ellison                             | britischer Geistlicher, anglikanischer Bischof                                                                 | 82    |       |
| 18. Oktober | Frederic A. Gibbs                          | US-amerikanischer Neurologe                                                                                    | 89    |       |
| 18. Oktober | Christa Lehmann                            | deutsche Schauspielerin und Theaterregisseurin                                                                 | 71    |       |
| 18. Oktober | Wolfram Rudolphi                           | deutscher Kunstmaler und Grafiker                                                                              | 86    |       |
| 18. Oktober | Ruth Scheerbarth                           | deutsche Schauspielerin, Regisseurin, Hörspiel- und Synchronsprecherin                                         | 71    |       |
| 18. Oktober | Albert Schwartz                            | US-amerikanischer Zoologe                                                                                      | 69    |       |
| 18. Oktober | Karl Rolf Seufert                          | deutscher Schriftsteller                                                                                       | 68    |       |
| 18. Oktober | Wilhelm Treue                              | deutscher Wirtschafts- und Sozialhistoriker                                                                    | 83    |       |
| 19. Oktober | Richard Boljahn                            | deutscher Politiker (SPD), MdBB                                                                                | 79    |       |
| 19. Oktober | Arturo Farías                              | chilenischer Fußballspieler                                                                                    | 65    |       |
| 19. Oktober | Helmut Eschwege                            | deutscher Historiker und Dokumentarist                                                                         | 79    |       |
| 19. Oktober | Édouard Gremaud                            | Schweizer Politiker und Staatsrat des Kantons Freiburg                                                         | 66    |       |
| 19. Oktober | Volkmar Gross                              | deutscher Maler und Grafiker                                                                                   | 65    |       |
| 19. Oktober | Werner Picot                               | deutscher Jurist, Diplomat und Kaufmann                                                                        | 89    |       |
| 19. Oktober | James J. Stoker                            | US-amerikanischer Mathematiker                                                                                 | 87    |       |
| 19. Oktober | Alvin Stoller                              | US-amerikanischer Jazzschlagzeuger                                                                             | 67    |       |
| 19. Oktober | Arthur Wint                                | jamaikanischer Leichtathlet                                                                                    | 72    |       |
| 20. Oktober | Mimì Aylmer                                | italienische Soubrette und Schauspielerin                                                                      | 96    |       |
| 20. Oktober | Alexander Camaro                           | deutscher Maler                                                                                                | 91    |       |
| 20. Oktober | Orton Chirwa                               | Jurist und Politiker in Nyasaland und Malawi                                                                   | 73    |       |
| 20. Oktober | Gerhard ten Doornkaat Koolman              | deutscher Unternehmer                                                                                          | 76    |       |
| 20. Oktober | Hermann Franck                             | deutscher Politiker (SPD), MdL, Bürgermeister von Mölln                                                        | 83    |       |
| 20. Oktober | Heinrich Klemme                            | deutscher Filmkaufmann und Filmproduzent                                                                       | 72    |       |
| 20. Oktober | Koča Popović                               | jugoslawischer Politiker                                                                                       | 84    |       |
| 20. Oktober | Sam Vanni                                  | finnischer Maler                                                                                               | 84    |       |
| 20. Oktober | Rudi Weissenstein                          | israelischer Fotograf                                                                                          | 82    |       |
| 21. Oktober | Hinrich Brunckhorst                        | deutscher Politiker (DP), MdL                                                                                  | 89    |       |
| 21. Oktober | Ante Ciliga                                | jugoslawischer Politiker                                                                                       | 94    |       |
| 21. Oktober | Jim Garrison                               | US-amerikanischer Staatsanwalt von New Orleans                                                                 | 70    |       |
| 22. Oktober | Matthias Andresen                          | deutscher Politiker (CDU), MdL                                                                                 | 88    |       |
| 22. Oktober | Eric Ashby, Baron Ashby                    | britischer Botaniker                                                                                           | 88    |       |
| 22. Oktober | Carlo Bernari                              | italienischer Schriftsteller und Journalist                                                                    | 83    |       |
| 22. Oktober | Robert Brauner                             | deutscher Politiker (SPD), Oberbürgermeister von Herne                                                         | 85    |       |
| 22. Oktober | Newell A. George                           | US-amerikanischer Politiker                                                                                    | 88    |       |
| 22. Oktober | Wolf Kaiser                                | deutscher Schauspieler                                                                                         | 75    |       |
| 22. Oktober | Cleavon Little                             | US-amerikanischer Schauspieler                                                                                 | 53    |       |
| 22. Oktober | Ralph Rosenborg                            | US-amerikanischer Maler                                                                                        | 79    |       |
| 22. Oktober | Emiliano Salvador                          | kubanischer Pianist und Komponist                                                                              | 41    |       |
| 22. Oktober | André Vandeweyer                           | belgischer Fußballspieler                                                                                      | 83    |       |
| 23. Oktober | Immaculata Baumann                         | deutsche Ordensgeistliche, Äbtissin von Waldsassen                                                             | 85    |       |
| 23. Oktober | Ewa Bonacka                                | polnische Schauspielerin und Regisseurin                                                                       | 79    |       |
| 23. Oktober | Max Buchsbaum                              | deutscher Schauspieler bei Bühne, Film und Fernsehen                                                           | 74    |       |
| 23. Oktober | Arthur Franke                              | deutscher Generalleutnant (NVA)                                                                                | 83    |       |
| 23. Oktober | Ernst Hartmann                             | deutscher Alternativmediziner und Publizist                                                                    | 76    |       |
| 23. Oktober | Wilfried Haslauer senior                   | österreichischer Politiker (ÖVP), Landeshauptmann von Salzburg                                                 | 65    |       |
| 23. Oktober | Hermann Jahrreiß                           | deutscher Jurist, Professor für Rechtswissenschaften                                                           | 98    |       |
| 23. Oktober | Vernon Morgan                              | britischer Hindernisläufer und Journalist                                                                      | 88    |       |
| 23. Oktober | Karl Paetow                                | deutscher Volkskundler und Schriftsteller                                                                      | 89    |       |
| 23. Oktober | William Tritt                              | kanadischer Pianist                                                                                            | 40    |       |
| 24. Oktober | Justiniano Torres Aparicio                 | argentinischer Arzt, Archäologie, Komponist, Musikwissenschaftler und Autor                                    | 86    |       |
| 24. Oktober | Mohammad Ibraheem Khwakhuzhi               | afghanischer Politiker und Präsident                                                                           | 72    |       |
| 24. Oktober | Gustav Kneip                               | deutscher Komponist und Dirigent                                                                               | 87    |       |
| 24. Oktober | Dora Labhart-Roeder                        | Schweizer Rechtsanwältin                                                                                       | 95    |       |
| 25. Oktober | William T. Carroll                         | US-amerikanischer Politiker                                                                                    | 90    |       |
| 25. Oktober | Arnold Eagle                               | ungarisch-amerikanischer Fotograf und Kameramann                                                               |       |       |
| 25. Oktober | Robert Gleichauf                           | deutscher Politiker (CDU), MdL                                                                                 | 78    |       |
| 25. Oktober | Karen Lykkehus                             | dänische Schauspielerin                                                                                        | 88    |       |
| 25. Oktober | Roger Miller                               | US-amerikanischer Country-Sänger und Songwriter                                                                | 56    |       |
| 25. Oktober | Leonida Neamțu                             | rumänischer Schriftsteller                                                                                     | 58    |       |
| 25. Oktober | Vito Paulekas                              | US-amerikanischer Künstler und Lebenskünstler                                                                  | 79    |       |
| 25. Oktober | Richard Pousette-Dart                      | US-amerikanischer Maler und Grafiker                                                                           | 76    |       |
| 25. Oktober | Peter Rice                                 | irischer Autor und Ingenieur                                                                                   | 57    |       |
| 25. Oktober | Iwan Switlytschnyj                         | ukrainischer Literaturkritiker und Menschenrechtsaktivist                                                      | 63    |       |
| 25. Oktober | Michel de Villers                          | französischer Jazzmusiker                                                                                      | 66    |       |
| 26. Oktober | Laurel Cronin                              | US-amerikanische Schauspielerin                                                                                | 53    |       |
| 26. Oktober | Paul Eisler                                | österreichisch-britischer Erfinder                                                                             | 85    |       |
| 26. Oktober | Kurt Hepperlin                             | deutscher Schauspieler und Dokumentarfilmregisseur                                                             | 72    |       |
| 26. Oktober | Ditha Holesch                              | österreichische Autorin                                                                                        | 91    |       |
| 26. Oktober | Giovanni Scotti                            | italienischer Eishockeyspieler                                                                                 | 81    |       |
| 27. Oktober | Ivan Andreadis                             | tschechischer Tischtennisspieler                                                                               | 68    |       |
| 27. Oktober | István Balogh                              | ungarischer Fußballspieler und -trainer                                                                        | 80    |       |
| 27. Oktober | Aina Berg                                  | schwedische Schwimmerin                                                                                        | 90    |       |
| 27. Oktober | David Bohm                                 | US-amerikanischer Quantenphysiker und Philosoph                                                                | 74    |       |
| 27. Oktober | Paul Jessup                                | US-amerikanischer Leichtathlet                                                                                 | 84    |       |
| 27. Oktober | Adelino da Palma Carlos                    | portugiesischer Politiker und Ministerpräsident Portugals (1974)                                               | 87    |       |
| 27. Oktober | Sílvio Tasso Lasalvia                      | brasilianischer Fußballspieler                                                                                 | 50    |       |
| 28. Oktober | Erich Edegger                              | österreichischer Lokalpolitiker                                                                                | 52    |       |
| 28. Oktober | Paul Rolo                                  | Historiker | 74    |       |
| 29. Oktober | Werner Bornheim gen. Schilling             | deutscher Kunsthistoriker und Denkmalpfleger, Landeskonservator von Rheinland-Pfalz                            | 77    |       |
| 29. Oktober | Gerhard Elston                             | US-amerikanischer evangelischer Verbandsfunktionär                                                             | 68    |       |
| 29. Oktober | Kenneth MacMillan                          | britischer Ballett-Tänzer und Choreograf                                                                       | 62    |       |
| 29. Oktober | Louis Marin                                | französischer Philosoph, Historiker, Semiotiker, Kunsthistoriker und -kritiker                                 | 61    |       |
| 29. Oktober | Erich Riecke                               | deutscher Politiker (CDU)                                                                                      | 86    |       |
| 30. Oktober | Walentin Konstantinowitsch Iwanow          | sowjetischer Mathematiker                                                                                      | 84    |       |
| 30. Oktober | Fjodor Katkow                              | sowjetisch-russischer Generalleutnant und Held der Sowjetunion                                                 | 91    |       |
| 30. Oktober | Joan Mitchell                              | US-amerikanische Malerin, Vertreterin des Abstrakten Expressionismus                                           | 67    |       |
| 31. Oktober | Brian MacCabe                              | britischer Mittelstreckenläufer und Sprinter                                                                   | 78    |       |
| Oktober     | Richard Grossman                           | US-amerikanischer Jazzpianist                                                                                  |       |       |

## November
| Tag          | Name                                    | Beruf, bekannt als                                                                                              | Alter | Beleg |
| ------------ | --------------------------------------- | --- | ----- | ----- |
| 1. November  | Giacomo Beltritti                       | italienischer Geistlicher, Patriarch von Jerusalem                                                              | 81    |       |
| 1. November  | Manuel de Paiva Boléo                   | portugiesischer Romanist, Lusitanist, Philologe und Dialektologe                                                | 88    |       |
| 1. November  | Karl W. Deutsch                         | tschechoslowakisch-US-amerikanischer Politikwissenschaftler                                                     | 80    |       |
| 1. November  | David Ignatz Neumann                    | österreichisch-israelischer Lyriker, Messerschmied und Politiker                                                | 98    |       |
| 1. November  | Gerdt Marian Siewert                    | deutscher Maler und Fotograf                                                                                    | 72    |       |
| 1. November  | Marianne Stewart                        | deutschamerikanische Schauspielerin                                                                             | 70    |       |
| 2. November  | Umberto Bonadè                          | italienischer Ruderer                                                                                           | 83    |       |
| 2. November  | Jeremias Chitunda                       | angolanischer Politiker                                                                                         | 50    |       |
| 2. November  | Walter Niephaus                         | deutscher Schachspieler                                                                                         | 69    |       |
| 2. November  | Hal Roach                               | US-amerikanischer Filmproduzent, Regisseur und Schauspieler                                                     | 100   |       |
| 2. November  | Otto Wilms                              | deutscher Heimatdichter                                                                                         | 77    |       |
| 3. November  | Akabori Shirō                           | japanischer Chemiker und Biochemiker                                                                            | 92    |       |
| 3. November  | Anton Baumgartl                         | deutscher SS-Sturmbannführer und Jurist                                                                         | 86    |       |
| 3. November  | Reinhold Bruens                         | deutscher Kommunalpolitiker (FDP)                                                                               | 86    |       |
| 3. November  | László Csákányi                         | ungarischer Schauspieler                                                                                        | 71    |       |
| 3. November  | Hanya Holm                              | deutsch-US-amerikanische Tänzerin und Choreografin                                                              | 99    |       |
| 3. November  | Hans-Wilhelm Klein                      | deutscher Romanist, Mediävist, Sprachwissenschaftler und Grammatiker                                            | 81    |       |
| 3. November  | Raimond Kolk                            | estnischer Schriftsteller                                                                                       | 68    |       |
| 3. November  | Vladas Mikėnas                          | litauischer Schachspieler                                                                                       | 82    |       |
| 4. November  | Claude Aveline                          | französischer Schriftsteller                                                                                    | 91    |       |
| 4. November  | André Demedts                           | flämischer Schriftsteller                                                                                       | 86    |       |
| 4. November  | José Luis Sáenz de Heredia              | spanischer Regisseur und Drehbuchautor                                                                          | 81    |       |
| 4. November  | Casimir Smogorzewski                    | polnischer Schriftsteller                                                                                       | 96    |       |
| 4. November  | Franz Trenner                           | deutscher Musikwissenschaftler                                                                                  | 76    |       |
| 4. November  | Pierre Wissmer                          | schweizerisch-französischer Komponist, Pianist und Musikpädagoge                                                | 77    |       |
| 5. November  | Arpad Elo                               | US-amerikanischer Physiker und Statistiker                                                                      | 89    |       |
| 5. November  | Richard Hartshorne                      | US-amerikanischer Geograph                                                                                      | 92    |       |
| 5. November  | Richard Koch                            | deutscher Landwirt und Senator                                                                                  | 76    |       |
| 5. November  | Jan Hendrik Oort                        | niederländischer Astronom                                                                                       | 92    |       |
| 5. November  | Hansjürgen Riedel                       | deutscher Politiker (CDU), MdL                                                                                  | 84    |       |
| 5. November  | Carl Rodenburg                          | deutscher Offizier, zuletzt Generalleutnant im Zweiten Weltkrieg                                                | 98    |       |
| 6. November  | Bernd Gottfriedsen                      | deutscher Jurist sowie Diplomat und Adjutant Joachim von Ribbentrops                                            | 81    |       |
| 6. November  | Bert Rudolf                             | österreichischer Komponist                                                                                      | 87    |       |
| 6. November  | Jean-Jacques Siegrist                   | Schweizer Historiker                                                                                            | 74    |       |
| 6. November  | Ernest Lester Smith                     | britischer Chemiker und Theosoph                                                                                | 88    |       |
| 6. November  | Lutz Thormann                           | deutscher Politiker (Bündnis 90), MdL                                                                           |       |       |
| 7. November  | Claudius Coulin                         | deutscher Architekt                                                                                             | 75    |       |
| 7. November  | Detlev Christian Dicke                  | deutscher Rechtswissenschaftler                                                                                 | 50    |       |
| 7. November  | Alexander Dubček                        | slowakischer Politiker und Leitfigur des so genannten Prager Frühlings (1968)                                   | 70    |       |
| 7. November  | René Hamel                              | französischer Radrennfahrer                                                                                     | 90    |       |
| 7. November  | Joseph Hanse                            | belgischer Romanist, Literaturwissenschaftler und Grammatiker                                                   | 90    |       |
| 7. November  | Jack Kelly                              | US-amerikanischer Schauspieler und Politiker                                                                    | 65    |       |
| 7. November  | Charlotte Schiffler                     | deutsche Politikerin (CDU), MdL                                                                                 | 83    |       |
| 7. November  | Henri Temianka                          | US-amerikanischer Violinist und Orchestergründer                                                                | 85    |       |
| 7. November  | Richard Yates                           | US-amerikanischer Schriftsteller und Essayist                                                                   | 66    |       |
| 8. November  | Cornelis Broekman                       | niederländischer Eisschnellläufer                                                                               | 65    |       |
| 8. November  | Friedrich Buch                          | deutscher Kommunalpolitiker und Diplomat                                                                        | 86    |       |
| 8. November  | Václav Jíra                             | tschechischer Fußballspieler, -trainer und -funktionär                                                          | 71    |       |
| 8. November  | Larry Levan                             | US-amerikanischer DJ und Pionier der modernen Disco-, House- und Garage-Szene                                   | 38    |       |
| 8. November  | Red Mitchell                            | US-amerikanischer Jazzbassist                                                                                   | 65    |       |
| 8. November  | Felix Schnyder                          | Schweizer Jurist, Diplomat und UN-Hochkommissar für Flüchtlinge                                                 | 82    |       |
| 8. November  | Shimizu Tatsujirō                       | japanischer Mathematiker                                                                                        | 95    |       |
| 8. November  | Hans Züllig                             | Schweizer Tänzer und Tanzlehrer                                                                                 | 78    |       |
| 9. November  | Berthold Altmann                        | deutscher Jurist                                                                                                | 96    |       |
| 9. November  | Erich Angermann                         | deutscher Historiker und Professor für nordamerikanische Geschichte                                             | 65    |       |
| 9. November  | Jakob Wilhelm Bieroth                   | deutscher Politiker (Zentrum, CDU), MdL                                                                         | 90    |       |
| 9. November  | Charles Fraser-Smith                    | britischer Ingenieur, Vorlage für die Figur des Q in den Romanen um den Geheimagenten James Bond                |       |       |
| 9. November  | Cäcilie Fröhlich                        | deutsch-jüdische Mathematikerin, die nach Emigration Elektrotechnik-Professorin in den USA wurde                | 91    |       |
| 9. November  | Fritz Gunst                             | deutscher Wasserballspieler                                                                                     | 84    |       |
| 9. November  | Hans Ingwersen                          | deutscher Politiker (CDU), MdL                                                                                  | 78    |       |
| 9. November  | Werner Jacob                            | deutscher Holocausüberlebener                                                                                   | 72    |       |
| 9. November  | Wolfgang Ladage                         | deutscher Fußballspieler                                                                                        | 49    |       |
| 9. November  | Willy Philippsborn                      | deutscher jüdischer KZ-Häftling                                                                                 | 82    |       |
| 9. November  | Sven Selånger                           | schwedischer Skisportler                                                                                        | 85    |       |
| 10. November | Chuck Connors                           | US-amerikanischer Schauspieler und Baseball-Spieler                                                             | 71    |       |
| 10. November | Brian Leake                             | britischer Jazzmusiker                                                                                          | 58    |       |
| 10. November | Eskil Lundahl                           | schwedischer Schwimmer                                                                                          | 87    |       |
| 10. November | John Summerson                          | britischer Architekturhistoriker und Autor                                                                      | 87    |       |
| 10. November | Kurt Tackenberg                         | deutscher Prähistoriker                                                                                         | 93    |       |
| 11. November | Giulio Carlo Argan                      | italienischer Kunsthistoriker, Politiker und erster kommunistischer Bürgermeister Roms                          | 83    |       |
| 11. November | Voli Geiler                             | Schweizer Theater- und Filmschauspielerin                                                                       | 76    |       |
| 11. November | Stanisław Hartman                       | polnischer Mathematiker                                                                                         | 78    |       |
| 11. November | Earle Meadows                           | US-amerikanischer Stabhochspringer                                                                              | 79    |       |
| 12. November | Charles Coles                           | US-amerikanischer Tänzer und Choreograf                                                                         | 81    |       |
| 12. November | Stanisław Karpiel                       | polnischer Skilangläufer                                                                                        | 83    |       |
| 12. November | Gregory J. Markopoulos                  | US-amerikanischer Avantgarde-Filmemacher                                                                        | 64    |       |
| 12. November | David Oliver                            | US-amerikanischer Schauspieler                                                                                  | 30    |       |
| 13. November | Alan Balsam                             | US-amerikanischer Filmeditor                                                                                    | 42    |       |
| 13. November | Pierre Bouckaert                        | belgischer Ordensgeistlicher, Bischof von Popokabaka                                                            | 78    |       |
| 13. November | Karin Brandauer                         | österreichische Filmregisseurin und Drehbuchautorin                                                             | 47    |       |
| 13. November | Franco Calabrese                        | italienischer Opernsänger (Bassbariton)                                                                         | 69    |       |
| 13. November | Hasso Eßbach                            | deutscher Pathologe und Gründungsrektor der Medizinischen Akademie Magdeburg                                    | 83    |       |
| 13. November | Peter Herkenrath                        | deutscher Maler                                                                                                 | 92    |       |
| 13. November | Kurt Kocherscheidt                      | österreichischer Künstler                                                                                       | 49    |       |
| 13. November | Waldemar Malak                          | polnischer Gewichtheber                                                                                         | 22    |       |
| 13. November | Maurice Ohana                           | französischer Komponist                                                                                         | 79    |       |
| 13. November | Felix von Vittinghoff-Schell            | deutscher Politiker (CDU), MdB                                                                                  | 82    |       |
| 14. November | George Adams                            | US-amerikanischer Jazzmusiker (Saxophonist, Sänger, Flötist und Komponist)                                      | 52    |       |
| 14. November | Clem Beauchamp                          | US-amerikanischer Regieassistent und Filmschauspieler                                                           | 94    |       |
| 14. November | Ida Bohatta                             | österreichische Kinderbuchillustratorin und -autorin                                                            | 92    |       |
| 14. November | Ernst Happel                            | österreichischer Fußballspieler und -trainer                                                                    | 66    |       |
| 14. November | Ralph Gibney Hurlin                     | US-amerikanischer Statistiker                                                                                   | 104   |       |
| 14. November | Joop van Nellen                         | niederländischer Fußballspieler                                                                                 | 82    |       |
| 14. November | Hermann Rambach                         | deutscher Heimatforscher                                                                                        | 84    |       |
| 14. November | Victor Reinshagen                       | Schweizer Dirigent und Komponist                                                                                | 84    |       |
| 15. November | Wilhelm Haddenhorst                     | deutscher Strafverteidiger und Notar                                                                            | 52    |       |
| 15. November | Toots Mondello                          | US-amerikanischer Jazzmusiker                                                                                   | 81    |       |
| 15. November | Adelquis Remón Gay                      | kubanischer Schachspieler                                                                                       | 43    |       |
| 15. November | Andrij Schtoharenko                     | ukrainischer Komponist und Hochschullehrer                                                                      | 90    |       |
| 16. November | Gerhart Bettermann                      | deutscher Maler und Grafiker                                                                                    | 82    |       |
| 16. November | Phyllis Harding                         | britische Schwimmerin                                                                                           | 84    |       |
| 16. November | Leslie Hotson                           | kanadischer Literaturhistoriker                                                                                 |       |       |
| 16. November | Max Huber                               | schweizerischer Grafiker und Grafikdesigner                                                                     | 73    |       |
| 17. November | Todd Armstrong                          | US-amerikanischer Schauspieler                                                                                  | 55    |       |
| 17. November | Gustav Kuschinsky                       | deutscher Pharmakologe                                                                                          | 88    |       |
| 17. November | Dzintars Lācis                          | lettischer Radrennfahrer                                                                                        | 52    |       |
| 17. November | Audre Lorde                             | US-amerikanische Schriftstellerin und Aktivistin                                                                | 58    |       |
| 17. November | Marietta Merck                          | deutsche Malerin und Bildhauerin                                                                                | 97    |       |
| 17. November | Isaak Moissejewitsch Milin              | ukrainisch-sowjetischer Wissenschaftler                                                                         | 73    |       |
| 17. November | Wilhelm Simon                           | Schweizer Chemiker                                                                                              | 63    |       |
| 17. November | Darren Smith                            | australischer Radrennfahrer                                                                                     | 20    |       |
| 18. November | Richard Henry Ackerman                  | US-amerikanischer Bischof der römisch-katholischen Kirche und zuletzt emeritierte Bischof des Bistums Coving... | 89    |       |
| 18. November | Ken Gray                                | neuseeländischer Rugby-Union-Spieler                                                                            | 54    |       |
| 18. November | Herman Musaph                           | niederländischer Psychologe                                                                                     | 77    |       |
| 18. November | Walter Pabst                            | deutscher Romanist und Literaturwissenschaftler                                                                 | 85    |       |
| 19. November | Hans Gross                              | österreichischer Politiker                                                                                      | 62    |       |
| 19. November | Hanna Hanisch                           | deutsche Schriftstellerin                                                                                       |       |       |
| 19. November | Hans Riemann                            | deutscher Klassischer Archäologe                                                                                | 93    |       |
| 19. November | Willy Schetter                          | deutscher Altphilologe                                                                                          | 64    |       |
| 19. November | René Tavernier                          | belgischer Geologe und beschäftigte sich auch mit Stratigrafie                                                  | 78    |       |
| 19. November | Diane Varsi                             | US-amerikanische Schauspielerin                                                                                 | 54    |       |
| 20. November | William Fields                          | US-amerikanischer Ruderer                                                                                       | 63    |       |
| 20. November | John Foreman                            | US-amerikanischer Filmproduzent                                                                                 | 67    |       |
| 20. November | Félix Marten                            | deutschstämmiger, französischer Schauspieler und Sänger                                                         | 73    |       |
| 20. November | Georg Friedrich Meier                   | deutscher Sprachwissenschaftler                                                                                 | 73    |       |
| 20. November | Joseph Anna Guillaume Tans              | niederländischer Romanist und Französist                                                                        | 77    |       |
| 20. November | Elisabeth von Witzleben                 | deutsche Kunsthistorikerin                                                                                      | 87    |       |
| 21. November | Severino Gazzelloni                     | italienischer Flötist                                                                                           | 73    |       |
| 21. November | Silvio Meier                            | deutscher links-alternativer Aktivist                                                                           | 27    |       |
| 21. November | Kaysone Phomvihane                      | laotischer Politiker, Ministerpräsident, Präsident von Laos, Generalsekretär der Laotischen Revolutionären V... | 71    |       |
| 22. November | Laurenz Börgel                          | deutscher Unternehmer, Kommunalpolitiker und Landrat (CDU)                                                      | 84    |       |
| 22. November | Sterling Holloway                       | US-amerikanischer Schauspieler und Synchronsprecher                                                             | 87    |       |
| 22. November | L. Roy Houck                            | US-amerikanischer Politiker                                                                                     | 87    |       |
| 22. November | Tadeusz Lewicki                         | polnischer Orientalist                                                                                          | 86    |       |
| 22. November | Ronald Sinclair                         | neuseeländischer Schauspieler                                                                                   | 68    |       |
| 23. November | Roy Acuff                               | US-amerikanischer Countrysänger und Musikverleger                                                               | 89    |       |
| 23. November | Mohammed Benhima                        | marokkanischer Politiker, Premierminister von Marokko                                                           | 68    |       |
| 23. November | Mehmet Reşat Nayır                      | türkischer Fußballspieler und -trainer                                                                          | 81    |       |
| 23. November | Gerhard Otto                            | deutscher Flötist                                                                                               | 78    |       |
| 23. November | Hubert Schöll                           | deutscher Fußballspieler                                                                                        | 46    |       |
| 23. November | Jean-François Thiriart                  | belgischer Politiker der Neuen Rechten                                                                          | 70    |       |
| 24. November | Xavier Darasse                          | französischer Organist und Komponist                                                                            | 58    |       |
| 24. November | A. Gardner Fox                          | US-amerikanischer Physiker                                                                                      | 80    |       |
| 24. November | Leo Friedmann                           | deutschamerikanischer Journalist                                                                                | 87    |       |
| 24. November | Hans de Koster                          | niederländischer Politiker                                                                                      | 78    |       |
| 24. November | Frieda Litschauer-Krause                | österreichische Cellistin und Musikpädagogin                                                                    | 89    |       |
| 24. November | Henriette Puig-Roget                    | französische Organistin, Pianistin und Komponistin                                                              | 82    |       |
| 24. November | Kurt Schmitt                            | deutscher Pianist                                                                                               | 68    |       |
| 24. November | Eberhard Spenke                         | deutscher Physiker                                                                                              | 86    |       |
| 24. November | June Tyson                              | US-amerikanische Sängerin                                                                                       | 56    |       |
| 25. November | Joseph Arthur Ankrah                    | ghanaischer Politiker, Staatschef von Ghana                                                                     | 77    |       |
| 25. November | Oscar Borgerth                          | brasilianischer Violinist                                                                                       | 85    |       |
| 25. November | Klaus Böttger                           | deutscher Graphiker                                                                                             | 50    |       |
| 25. November | Piet Ikelaar                            | niederländischer Radrennfahrer                                                                                  | 96    |       |
| 25. November | Sleepy Jeffers                          | US-amerikanischer Country-Musiker                                                                               | 70    |       |
| 25. November | Mark Ossipowitsch Reisen                | sowjetischer Opernsänger (Bass)                                                                                 | 97    |       |
| 25. November | Christine Schwarz-Thiersch              | deutsch-Schweizer Malerin                                                                                       | 83    |       |
| 25. November | Dmitri Matwejewitsch Ukolow             | russischer Eishockeyspieler                                                                                     | 63    |       |
| 26. November | Rudolf Büch                             | deutscher Politiker (SPD), MdHB und Hamburger Senator                                                           | 87    |       |
| 26. November | Marcel Cordes                           | deutscher Opern- und Konzertsänger                                                                              | 72    |       |
| 26. November | Eberhard Grabitz                        | deutscher Rechtswissenschaftler und Hochschullehrer                                                             | 58    |       |
| 26. November | Max Jørgensen                           | dänischer Radrennfahrer                                                                                         | 69    |       |
| 26. November | Manfred Lehmbruck                       | deutscher Architekt und Hochschullehrer                                                                         | 79    |       |
| 26. November | Leopold Adamowitsch Mitrofanow          | russischer Studienkomponist                                                                                     | 60    |       |
| 26. November | Kathleen Russell                        | südafrikanische Schwimmerin                                                                                     | 80    |       |
| 26. November | John Sharp                              | englischer Schauspieler                                                                                         | 72    |       |
| 26. November | Werner Vogel                            | deutscher Politiker (Grüne)                                                                                     | 85    |       |
| 27. November | Willi Faust                             | deutscher Motorradrennfahrer und Weltmeister                                                                    | 68    |       |
| 27. November | Ivan Generalić                          | jugoslawischer Maler                                                                                            | 77    |       |
| 27. November | Ernst Goldschmidt                       | belgischer Kunsthistoriker und Verleger                                                                         | 85    |       |
| 27. November | Diana Neave, Baroness Airey of Abingdon | britische Politikerin (Conservative Party)                                                                      | 73    |       |
| 27. November | Daniel Santos                           | puerto-ricanischer Sänger und Komponist                                                                         | 76    |       |
| 28. November | Frank Armi                              | US-amerikanischer Rennfahrer                                                                                    | 74    |       |
| 28. November | Roger Carcassonne                       | französischer Politiker                                                                                         | 89    |       |
| 28. November | Randall Duell                           | US-amerikanischer Artdirector, Szenenbildner und Architekt                                                      | 89    |       |
| 28. November | Herbert Ralph Hone                      | britischer Offizier, Barrister und Kolonialgouverneur von Nord-Borneo                                           | 96    |       |
| 28. November | Sidney Nolan                            | australischer Maler und Grafiker                                                                                | 75    |       |
| 28. November | Stanley Joseph Ott                      | US-amerikanischer Geistlicher, Bischof von Baton Rouge                                                          | 65    |       |
| 29. November | Jean Dieudonné                          | französischer Mathematiker                                                                                      | 86    |       |
| 29. November | Tomasz Kiesewetter                      | polnischer Komponist, Dirigent und Musikpädagoge                                                                | 81    |       |
| 29. November | Federico Lohse                          | chilenischer Maler                                                                                              | 80    |       |
| 29. November | Hans Günther Mukarovsky                 | österreichischer Afrikanist                                                                                     | 70    |       |
| 29. November | Lawrence Trevor Picachy                 | indischer Geistlicher, Erzbischof von Kalkutta und Kardinal der römisch-katholischen Kirche                     | 76    |       |
| 29. November | Raoul Ploquin                           | französischer Filmproduzent, Journalist, Dialogautor, Regisseur und Verbandsfunktionär                          | 92    |       |
| 29. November | Emilio Pucci                            | italienischer Modedesigner                                                                                      | 78    |       |
| 29. November | Paul Ryan                               | britischer Sänger, Songwriter, Musikproduzent                                                                   | 44    |       |
| 30. November | Herbert Berner                          | deutscher Archivar und Heimatforscher                                                                           | 71    |       |
| 30. November | Peter Blume                             | US-amerikanischer Maler und Bildhauer                                                                           | 86    |       |
| 30. November | Rolf Theodor Bühler                     | Schweizer Unternehmer und Nationalrat (FDP)                                                                     | 88    |       |
| 30. November | Jorge Donn                              | argentinischer Balletttänzer                                                                                    | 45    |       |
| 30. November | Hubert Huppertz                         | deutscher Leichtathlet                                                                                          | 69    |       |
| 30. November | Roberto Irañeta                         | argentinischer Fußballspieler                                                                                   | 77    |       |
| 30. November | Ancher Nelsen                           | US-amerikanischer Politiker                                                                                     | 88    |       |
| 30. November | Margarethe Ottillinger                  | österreichische Beamtin und Managerin, Opfer des Stalinismus                                                    | 73    |       |
| 30. November | Graham Vearncombe                       | walisischer Fußballtorhüter                                                                                     | 58    |       |
| 30. November | Gerald Weinkopf                         | deutscher Musiker                                                                                               | 66    |       |
| November     | John H. Malmberg                        | US-amerikanischer Physiker                                                                                      | 65    |       |
| November     | Rosalind Tanner                         | britische Mathematikerin                                                                                        | 92    |       |
| November     | Josef Zeman                             | österreichischer Gewichtheber                                                                                   | 86    |       |

## Dezember
| Tag          | Name                                   | Beruf, bekannt als                                                                                 | Alter | Beleg |
| ------------ | -------------------------------------- | -------------------------------------------------------------------------------------------------- | ----- | ----- |
| 1. Dezember  | Floyd Hicks                            | US-amerikanischer Politiker                                                                        | 77    |       |
| 1. Dezember  | Jan Wilhelm Prendel                    | deutscher Architekt und Baubeamter des Landes Niedersachsen                                        | 87    |       |
| 1. Dezember  | Herta Schmidt                          | deutsche Paläontologin                                                                             | 92    |       |
| 1. Dezember  | Freddie Spencer                        | US-amerikanischer Radsportler                                                                      | 90    |       |
| 2. Dezember  | Leo Barkin                             | kanadischer Pianist und Musikpädagoge                                                              | 87    |       |
| 2. Dezember  | Michael Gothard                        | britischer Schauspieler                                                                            | 53    |       |
| 2. Dezember  | Gustav Berthold Schröter               | deutscher Zeichner und Papierreliefkünstler                                                        | 91    |       |
| 2. Dezember  | Albert Krebs                           | deutscher Ministerialrat, Sozialpädagoge und Strafvollzugsreformer                                 | 95    |       |
| 3. Dezember  | Luis Alcoriza                          | mexikanischer Filmregisseur und Drehbuchautor spanischer Herkunft                                  | 74    |       |
| 3. Dezember  | Nureddin al-Atassi                     | syrischer Staatsmann                                                                               |       |       |
| 3. Dezember  | John Epper                             | schweizerisch-US-amerikanischer Schauspieler und Stuntman                                          | 86    |       |
| 3. Dezember  | Vilhelm Hansen                         | dänischer Comiczeichner                                                                            | 92    |       |
| 3. Dezember  | Andrei Sepci                           | rumänischer Fußballspieler und -trainer                                                            | 81    |       |
| 4. Dezember  | Felix Jackson                          | deutsch-US-amerikanischer Drehbuchautor und Filmproduzent                                          | 90    |       |
| 4. Dezember  | Simon Wellington Kumah                 | ghanaischer Diplomat und Sprachdozent                                                              | 74    |       |
| 5. Dezember  | Lorenz Drehmann                        | deutscher Bibliothekar                                                                             | 77    |       |
| 5. Dezember  | Otto Koenig                            | österreichischer Verhaltensforscher, Zoologe und Publizist                                         | 78    |       |
| 5. Dezember  | Otto Veh                               | deutscher Lehrer, Historiker und Übersetzer antiker lateinischer Werke                             | 83    |       |
| 6. Dezember  | Issai Israilewitsch Gurewitsch         | sowjetischer Physiker                                                                              | 80    |       |
| 6. Dezember  | Lisa Helwig                            | deutsche Schauspielerin                                                                            | 94    |       |
| 6. Dezember  | Percy Herbert                          | britischer Filmschauspieler                                                                        | 72    |       |
| 6. Dezember  | Gertraut Last                          | deutsche Schauspielerin                                                                            | 71    |       |
| 6. Dezember  | Heorhij Majboroda                      | ukrainischer Komponist                                                                             | 79    |       |
| 6. Dezember  | Yngve Sköld                            | schwedischer Komponist                                                                             | 93    |       |
| 6. Dezember  | Hank Worden                            | US-amerikanischer Filmschauspieler                                                                 | 91    |       |
| 7. Dezember  | Aloizy Ehrlich                         | französischer Tischtennisspieler polnischer Abstammung                                             | 78    |       |
| 7. Dezember  | Herbert Hoffmann                       | deutscher Politiker (DBD), MdV                                                                     | 80    |       |
| 7. Dezember  | Richard J. Hughes                      | US-amerikanischer Politiker                                                                        | 83    |       |
| 7. Dezember  | Johannes Leppich                       | deutscher Ordensgeistlicher, Jesuit und Wanderprediger                                             | 77    |       |
| 7. Dezember  | Russell L. Vittrup                     | US-amerikanischer Offizier, Generalleutnant der US-Army                                            | 86    |       |
| 7. Dezember  | Chancellor Williams                    | US-amerikanischer Schriftsteller, Historiker und Soziologe                                         | 93    |       |
| 8. Dezember  | Beatrice Bölsterli-Ambühl              | Schweizer Frauenrechtlerin                                                                         | 75    |       |
| 8. Dezember  | Eckard Briest                          | deutscher Diplomat                                                                                 | 83    |       |
| 8. Dezember  | Edith Kelber                           | deutsche Medizinerin und Politikerin (BCSV, CDU)                                                   | 88    |       |
| 8. Dezember  | Frithjof Prydz                         | norwegischer Skispringer und Tennisspieler                                                         | 49    |       |
| 8. Dezember  | Sepp Schmid                            | deutscher Architekt                                                                                | 84    |       |
| 8. Dezember  | William Shawn                          | US-amerikanischer Journalist                                                                       | 85    |       |
| 8. Dezember  | Winfried Thirolf                       | deutscher Kaufmann und Politiker                                                                   | 69    |       |
| 8. Dezember  | Erich Weiland                          | deutscher Ingenieur und Politiker (CDU), MdB                                                       | 76    |       |
| 08. Dezember | Edmund Zieliński                       | polnischer Eishockeyspieler                                                                        | 83    |       |
| 9. Dezember  | Tom B. Bottomore                       | britischer Soziologe                                                                               | 72    |       |
| 9. Dezember  | Franco Franchi                         | italienischer Komiker                                                                              | 64    |       |
| 9. Dezember  | Vincent Gardenia                       | US-amerikanischer Schauspieler                                                                     | 72    |       |
| 9. Dezember  | Yahya Hakki                            | ägyptischer Schriftsteller                                                                         | 87    |       |
| 9. Dezember  | Gertrud Heizmann                       | Schweizer Kinder- und Jugendbuchautorin                                                            | 87    |       |
| 9. Dezember  | Ardi Liives                            | estnischer Schriftsteller                                                                          | 63    |       |
| 10. Dezember | Henry Hensche                          | US-amerikanischer Maler                                                                            | 93    |       |
| 10. Dezember | Ewald Kaiser                           | deutscher Politiker (SED), MdL                                                                     | 87    |       |
| 10. Dezember | Eberhard Kretschmar                    | deutscher Schriftsteller                                                                           | 83    |       |
| 10. Dezember | Dan Maskell                            | britischer Tennisspieler, Davis-Cup-Trainer und Radio- und TV-Kommentator                          | 84    |       |
| 10. Dezember | Josephine McKim                        | US-amerikanische Schwimmerin und Schauspielerin                                                    | 82    |       |
| 10. Dezember | Bernard Reichel                        | Schweizer Komponist und Musiker                                                                    | 91    |       |
| 10. Dezember | Heinrich Völkel                        | deutscher Politiker (SPD)                                                                          | 67    |       |
| 11. Dezember | William Michael Cosgrove               | römisch-katholischer Geistlicher, Bischof von Belleville                                           | 76    |       |
| 11. Dezember | Andy Kirk                              | US-amerikanischer Jazz-Bigband-Leader                                                              | 94    |       |
| 11. Dezember | Hans Heinrich Klein                    | deutscher Major der Wehrmacht und Generalleutnant der Bundeswehr                                   | 74    |       |
| 11. Dezember | Moose Krause                           | US-amerikanischer College-Basketballspieler und -Footballspieler, Basketball- und Footballtrainer  | 79    |       |
| 11. Dezember | Josef Pröbsting                        | deutscher Dichter und Dolmetscher                                                                  | 72    |       |
| 12. Dezember | Ali Amini                              | iranischer Ministerpräsident                                                                       | 87    |       |
| 12. Dezember | Robert Fabiankovich                    | österreichischer Ausstatter, Filmarchitekt und Requisiteur                                         | 68    |       |
| 12. Dezember | Bernard Lievegoed                      | niederländischer Arzt, Sozialökonom und Anthroposoph                                               | 87    |       |
| 12. Dezember | Robert Rex                             | niueanischer Politiker                                                                             | 83    |       |
| 12. Dezember | Zygmunt Wiśniewski                     | polnischer Radrennfahrer                                                                           | 76    |       |
| 13. Dezember | Wilhelm von Ammon                      | deutscher Jurist                                                                                   | 89    |       |
| 13. Dezember | Ellis Arnall                           | US-amerikanischer Politiker                                                                        | 85    |       |
| 13. Dezember | Kenneth Colin Irving                   | kanadischer Unternehmer                                                                            | 93    |       |
| 13. Dezember | Fred Jungclaus                         | deutscher Politiker (FDP)                                                                          | 43    |       |
| 13. Dezember | Miskow Makwarth                        | dänischer Schauspieler, Regisseur, Drehbuchautor und Synchronsprecher                              | 87    |       |
| 13. Dezember | Aleksandar Tirnanić                    | jugoslawischer Fußballspieler und -trainer                                                         | 82    |       |
| 14. Dezember | Hans Klumbach                          | deutscher Klassischer und Provinzialrömischer Archäologe                                           | 88    |       |
| 14. Dezember | Helmut Kyank                           | deutscher Gynäkologe                                                                               | 76    |       |
| 14. Dezember | William Henry Oldendorf                | US-amerikanischer Neurologie                                                                       | 67    |       |
| 14. Dezember | Severino Rigoni                        | italienischer Radsportler                                                                          | 78    |       |
| 15. Dezember | Agnes Baggett                          | US-amerikanische Politikerin (Demokratische Partei)                                                | 87    |       |
| 15. Dezember | Sven Delblanc                          | schwedischer Schriftsteller und Literaturwissenschaftler                                           | 61    |       |
| 15. Dezember | Ennio Morlotti                         | italienischer Maler                                                                                | 82    |       |
| 15. Dezember | Karl Heinz Schwebel                    | deutscher Historiker und Archivar                                                                  | 81    |       |
| 15. Dezember | Hermann Stövesand                      | deutscher Schauspieler                                                                             | 86    |       |
| 15. Dezember | William Ware Theiss                    | US-amerikanischer Kostümbildner                                                                    | 62    |       |
| 16. Dezember | Erica Brausen                          | Kunsthändlerin und Mäzenin                                                                         | 84    |       |
| 16. Dezember | Léon Chené                             | französischer Radrennfahrer                                                                        | 87    |       |
| 16. Dezember | Jürgen Egert                           | deutscher Politiker (SPD), MdA                                                                     | 51    |       |
| 16. Dezember | Erik Johansson                         | schwedischer Eishockeyspieler                                                                      | 65    |       |
| 16. Dezember | Rinus Terlouw                          | niederländischer Fußballspieler                                                                    | 70    |       |
| 16. Dezember | Klaus Thomsen                          | deutscher Gynäkologe und Geburtshelfer                                                             | 77    |       |
| 16. Dezember | Hilde Wagener                          | deutsch-österreichische Theater- und Filmschauspielerin                                            | 88    |       |
| 16. Dezember | Deba Wieland                           | deutsche Journalistin                                                                              | 76    |       |
| 17. Dezember | Günther Anders                         | deutsch-österreichischer Philosoph und Essayist                                                    | 90    |       |
| 17. Dezember | Dana Andrews                           | US-amerikanischer Schauspieler                                                                     | 83    |       |
| 17. Dezember | George N. Craig                        | US-amerikanischer Politiker                                                                        | 83    |       |
| 17. Dezember | Dorothy Dinnerstein                    | US-amerikanische Psychoanalytikerin                                                                | 69    |       |
| 17. Dezember | Andrew Jacobs                          | US-amerikanischer Politiker                                                                        | 86    |       |
| 17. Dezember | Horst von Möllendorff                  | deutscher Pressezeichner und Karikaturist                                                          | 86    |       |
| 17. Dezember | Gustav Opočenský                       | tschechoslowakischer Schauspieler                                                                  | 72    |       |
| 17. Dezember | Carl Christian Rasmussen               | US-amerikanischer lutherischer Geistlicher und Theologe                                            | 102   |       |
| 17. Dezember | Alfred Schöpffe                        | deutscher Bildender Künstler und Kunstlehrer                                                       | 75    |       |
| 18. Dezember | Antonio Amurri                         | italienischer Schriftsteller und Humorist                                                          | 67    |       |
| 18. Dezember | Howard Cann                            | US-amerikanischer Leichtathlet und Basketballtrainer                                               | 97    |       |
| 18. Dezember | Charles Leatherland, Baron Leatherland | britischer Politiker und Journalist                                                                | 94    |       |
| 18. Dezember | Wladimir Semjonowitsch Semjonow        | stellvertretender sowjetischer Außenminister (1955–1978)                                           | 81    |       |
| 19. Dezember | Gianni Brera                           | italienischer Sportjournalist und Schriftsteller                                                   | 73    |       |
| 19. Dezember | Abraham Charnes                        | US-amerikanischer Mathematiker und Ökonom                                                          | 75    |       |
| 19. Dezember | Wladimir Alexejewitsch Grebennikow     | sowjetisch-russischer Eishockeyspieler                                                             | 60    |       |
| 19. Dezember | H. L. A. Hart                          | britischer Rechtsphilosoph                                                                         | 85    |       |
| 19. Dezember | Jean Kuntzmann                         | französischer Mathematiker                                                                         |       |       |
| 19. Dezember | Curtis Peagler                         | US-amerikanischer Jazzmusiker                                                                      | 63    |       |
| 19. Dezember | Johannes Schauer                       | österreichischer Schauspieler                                                                      | 74    |       |
| 20. Dezember | Peter Brocco                           | US-amerikanischer Schauspieler                                                                     | 89    |       |
| 20. Dezember | Aubrey Ellwood                         | britischer Luftwaffenbefehlshaber                                                                  | 95    |       |
| 20. Dezember | Harald Huffmann                        | deutscher Hockeyspieler                                                                            | 84    |       |
| 20. Dezember | Frédéric Johansen                      | französischer Fußballspieler                                                                       | 20    |       |
| 20. Dezember | György Marosán                         | ungarischer kommunistischer Politiker, Mitglied des Parlaments                                     | 84    |       |
| 20. Dezember | Josef Matuz                            | deutscher Historiker, Orientalist und Turkologe ungarischer Herkunft                               | 67    |       |
| 20. Dezember | Steven Ross                            | US-amerikanischer Manager                                                                          | 65    |       |
| 20. Dezember | Friedrich-Wilhelm Vordemfelde          | deutscher Kommunalpolitiker (CDU), Bürgermeister von Northeim                                      | 69    |       |
| 20. Dezember | Peter Wirnsberger II                   | österreichischer Skirennläufer                                                                     | 24    |       |
| 21. Dezember | Stella Adler                           | US-amerikanische Schauspielerin                                                                    | 91    |       |
| 21. Dezember | Gottfried von Droste                   | deutscher Chemiker                                                                                 | 84    |       |
| 21. Dezember | Philip Farkas                          | US-amerikanischer Hornist und Mitbegründer der International Horn Society                          | 78    |       |
| 21. Dezember | Walter Fitz                            | deutscher Volksschauspieler                                                                        | 71    |       |
| 21. Dezember | Heinz Gaedcke                          | deutscher Generalmajor der Wehrmacht und Generalleutnant der Bundeswehr                            | 87    |       |
| 21. Dezember | David Hare                             | US-amerikanischer Maler, Bildhauer, Fotograf                                                       | 75    |       |
| 21. Dezember | Huang Sheng-shyan                      | malaysischer Taijiquan-Meister chinesischer Herkunft                                               | 82    |       |
| 21. Dezember | Albert King                            | US-amerikanischer Bluesmusiker                                                                     | 69    |       |
| 21. Dezember | Reinhold Meyer                         | deutscher Jurist, Präsident des Posttechnischen Zentralamtes in Darmstadt (1964–1977)              | 80    |       |
| 21. Dezember | Nathan Milstein                        | US-amerikanischer Violinist ukrainischer Herkunft                                                  | 88    |       |
| 21. Dezember | Harald Schäfer                         | deutscher Chemiker und Hochschullehrer                                                             | 79    |       |
| 21. Dezember | Paul Hamilton Hume White               | australischer Missionar, Evangelist, Arzt, Radioprogrammmoderator und Autor                        | 82    |       |
| 22. Dezember | Mario Amendola                         | italienischer Filmregisseur                                                                        | 82    |       |
| 22. Dezember | Bolaji Badejo                          | nigerianischer Design-Student und Schauspieler                                                     | 39    |       |
| 22. Dezember | Helene Berner                          | deutsche Widerstandskämpferin gegen den Nationalsozialismus, Referentin des Außenministers der DDR | 88    |       |
| 22. Dezember | Hans Bertram                           | deutscher Politiker (LDPD), Oberbürgermeister von Cottbus und Mitglied der Volkskammer der DDR     | 77    |       |
| 22. Dezember | Andrea Forzano                         | italienischer Filmregisseur und Drehbuchautor                                                      | 77    |       |
| 22. Dezember | Frederick William Franz                | US-amerikanischer Präsident der Watchtower Bible and Tract Society                                 | 99    |       |
| 22. Dezember | Hermann Kuckuck                        | deutscher Pflanzengenetiker und Züchtungsforscher                                                  | 89    |       |
| 22. Dezember | Iwan Sergejewitsch Tregubow            | russischer Eishockeyspieler                                                                        | 62    |       |
| 22. Dezember | Lilo Weinsheimer                       | deutsche Journalistin                                                                              | 73    |       |
| 22. Dezember | Ted Willis, Baron Willis               | britischer Drehbuchautor, Gewerkschafter und Politiker                                             | 74    |       |
| 23. Dezember | Guido Baumann                          | Schweizer Journalist                                                                               | 66    |       |
| 23. Dezember | Lona Cohen                             | US-amerikanische bzw. sowjetische bzw. russische Spionin                                           | 79    |       |
| 23. Dezember | Ludwig Grosse                          | deutscher Rechtsanwalt, Ehrenaufsichtsratsvorsitzender der Alte Leipziger – Hallesche              | 85    |       |
| 23. Dezember | Eddie Hazel                            | US-amerikanischer Gitarrist                                                                        | 42    |       |
| 23. Dezember | Robert Marshak                         | US-amerikanischer theoretischer Physiker                                                           | 76    |       |
| 23. Dezember | Hank Mizell                            | US-amerikanischer Sänger, Gitarrist und Songwriter                                                 | 69    |       |
| 24. Dezember | Anny Angel-Katan                       | österreichisch-US-amerikanische Psychoanalytikerin                                                 | 94    |       |
| 24. Dezember | Wadim Berestowski                      | polnischer Filmregisseur und Drehbuchautor                                                         | 74    |       |
| 24. Dezember | Klaus Beuchler                         | deutscher Journalist und Schriftsteller                                                            | 66    |       |
| 24. Dezember | Arthur Herman Holmgren                 | US-amerikanischer Botaniker                                                                        | 80    |       |
| 24. Dezember | Manfred Krüttner                       | österreichischer Politiker                                                                         | 83    |       |
| 24. Dezember | Micheline Luccioni                     | französische Schauspielerin                                                                        | 62    |       |
| 24. Dezember | Peyo                                   | belgischer Comiczeichner                                                                           | 64    |       |
| 24. Dezember | Walter Rhomberg                        | österreichischer Unternehmer und Kulturfunktionär                                                  | 81    |       |
| 24. Dezember | Adela Sequeyro                         | mexikanische Schauspielerin, Filmregisseurin, Journalistin und Schriftstellerin                    | 91    |       |
| 25. Dezember | Dieter von Andrian                     | deutscher Grafiker                                                                                 | 67    |       |
| 25. Dezember | Garrison H. Davidson                   | Generalleutnant der United States Army                                                             | 88    |       |
| 25. Dezember | Monica Dickens                         | britische Schriftstellerin                                                                         | 77    |       |
| 25. Dezember | Richard Howard Ichord                  | US-amerikanischer Politiker                                                                        | 66    |       |
| 25. Dezember | Helen Joseph                           | südafrikanische Anti-Apartheidsaktivistin                                                          | 87    |       |
| 25. Dezember | Heinz Seelig                           | Maler und Innenarchitekt                                                                           | 83    |       |
| 26. Dezember | Jack Crayston                          | englischer Fußballspieler und -trainer                                                             | 82    |       |
| 26. Dezember | Edmund Davies, Baron Edmund-Davies     | britischer Jurist                                                                                  | 86    |       |
| 26. Dezember | Jan Flinterman                         | niederländischer Autorennfahrer                                                                    | 73    |       |
| 26. Dezember | Abdou Gaoh                             | nigrischer Politiker                                                                               |       |       |
| 26. Dezember | John G. Kemeny                         | ungarisch-US-amerikanischer Mathematiker                                                           | 66    |       |
| 26. Dezember | Einbert-Jan Langevoort                 | niederländischer evangelischer Theologe und Pfarrer                                                | 63    |       |
| 26. Dezember | Nikita Magaloff                        | russischer Pianist                                                                                 | 80    |       |
| 26. Dezember | Ludwig Nosko                           | österreichischer Politiker (FPÖ)                                                                   | 54    |       |
| 26. Dezember | Sigríður Hagalín                       | isländische Schauspielerin                                                                         | 66    |       |
| 27. Dezember | Stephen Albert                         | US-amerikanischer Komponist                                                                        | 51    |       |
| 27. Dezember | Georg von Baudissin                    | deutscher Jurist und Diplomat                                                                      | 82    |       |
| 27. Dezember | Kay Boyle                              | US-amerikanische Schriftstellerin und Journalistin                                                 | 90    |       |
| 27. Dezember | Alfred Clifford                        | US-amerikanischer Mathematiker                                                                     | 84    |       |
| 27. Dezember | James Patterson Lyke                   | US-amerikanischer Ordensgeistlicher, Erzbischof von Atlanta                                        | 53    |       |
| 27. Dezember | Herbert Mochalski                      | deutscher Politiker (GVP), Journalist und evangelischer Pfarrer                                    | 82    |       |
| 27. Dezember | Eduardo Schneeberger                   | chilenischer Fußballspieler                                                                        | 81    |       |
| 27. Dezember | Walter Karl Schweickert                | deutscher Hörspielautor und Schriftsteller                                                         | 84    |       |
| 28. Dezember | Jorge Araya                            | chilenischer Fußballspieler                                                                        | 68    |       |
| 28. Dezember | Vicente Gerbasi                        | venezolanischer Dichter und Botschafter                                                            | 79    |       |
| 28. Dezember | Franz Gleissner                        | deutscher Politiker (CSU), MdB                                                                     | 81    |       |
| 28. Dezember | Mort Greene                            | US-amerikanischer Liedtexter, Autor und Filmproduzent                                              | 80    |       |
| 28. Dezember | Max Grünewald                          | deutscher Rabbiner                                                                                 | 93    |       |
| 28. Dezember | Mozart Janot Júnior                    | brasilianischer Diplomat                                                                           |       |       |
| 28. Dezember | Eugen Jegorov                          | tschechischer Schauspieler                                                                         | 55    |       |
| 28. Dezember | Elfie Mayerhofer                       | österreichische Filmschauspielerin und Sängerin                                                    | 75    |       |
| 28. Dezember | Alex Quaison-Sackey                    | ghanaischer Politiker und Diplomat                                                                 | 68    |       |
| 28. Dezember | Vicente Rondón                         | venezolanischer Boxer                                                                              | 54    |       |
| 29. Dezember | Willi Greite                           | deutscher Sportlehrer, Verwaltungsbeamter und Sportfunktionär                                      | 81    |       |
| 29. Dezember | Rudolf Hanauer                         | deutscher Politiker (CSU)                                                                          | 84    |       |
| 29. Dezember | Ernie Hearting                         | Schweizer Schriftsteller                                                                           | 78    |       |
| 30. Dezember | Hans Bauer                             | deutscher Skisportler                                                                              | 89    |       |
| 30. Dezember | Georg F. Brückner                      | deutscher Kampfsportler                                                                            | 62    |       |
| 30. Dezember | Richard Carstensen                     | deutscher Pädagoge und Autor                                                                       | 86    |       |
| 30. Dezember | Bruno Wilhelm Knopp                    | deutscher Jurist, Volkswirtschaftler, Politiker und Publizist                                      | 80    |       |
| 30. Dezember | Mihajlo Lalić                          | serbisch-montenegrinischer Schriftsteller                                                          | 78    |       |
| 30. Dezember | Lussine Sakarjan                       | sowjetisch-armenische Sopranistin                                                                  | 55    |       |
| 30. Dezember | Hinrich Schröder                       | deutscher Politiker (FDP), MdL                                                                     | 86    |       |
| 31. Dezember | Denis Barnett                          | britischer Offizier der Luftstreitkräfte des Vereinigten Königreichs                               | 86    |       |
| 31. Dezember | Karl Bergmann                          | deutscher Kunstschmied und Metallgestalter                                                         | 86    |       |
| 31. Dezember | Ossi Eckmüller                         | bayerischer Volksschauspieler und Regisseur                                                        | 62    |       |
| 31. Dezember | Elene Gokieli                          | sowjetisch-georgische Hürdenläuferin und Sprinterin                                                | 74    |       |
| 31. Dezember | Hans Herloff Inhoffen                  | deutscher Chemiker                                                                                 | 86    |       |
| 31. Dezember | Dennis Lloyd, Baron Lloyd of Hampstead | britischer Jurist, Hochschullehrer, Sachbuchautor und Politiker                                    | 77    |       |
| 31. Dezember | Dan Mândrilă                           | rumänischer Jazzmusiker                                                                            |       |       |
| 31. Dezember | Cyril Peacock                          | englischer Radrennfahrer                                                                           | 64    |       |
| 31. Dezember | Kristján Vattnes Jónsson               | isländischer Leichtathlet                                                                          | 76    |       |
| Dezember     | Christa Beran                          | österreichische Gerechte unter den Völkern                                                         |       |       |